# IMV
IMV (Industrija motornih vozil) byla jugoslávská automobilka. Vznikla v roce 1954 pod názvem Moto montaža ve slovinském městě Novo mesto. Původně vyráběla v licenci vozy DKW Schnellaster, v roce 1959 se podnik přejmenoval na IMV a zahájil výrobu vlastních dodávkových vozů s dvoudobými motory DKW. V polovině šedesátých let se dovezlo 1000 užitkových vozů IMV 1000 do Československa, kde byly používány převážně jako sanitní.
Roku 1967 zahájila firma spolupráci s BLMC a od roku 1972 spolupracovala s automobilkou Renault, kde se v letech 1974–1992 montovaly typy R4, R12, R18, R5 a Clio. Výroba vlastních vozidel u IMV skončila v roce 1992, kdy se společnost přejmenovala na REVOZ (REnault VOZila) se sídlem ve Slovinsku.

## Vozy IMV
- Rozměry:
  - délka 4320 mm
  - výška 1750 mm
  - šířka 2055 mm

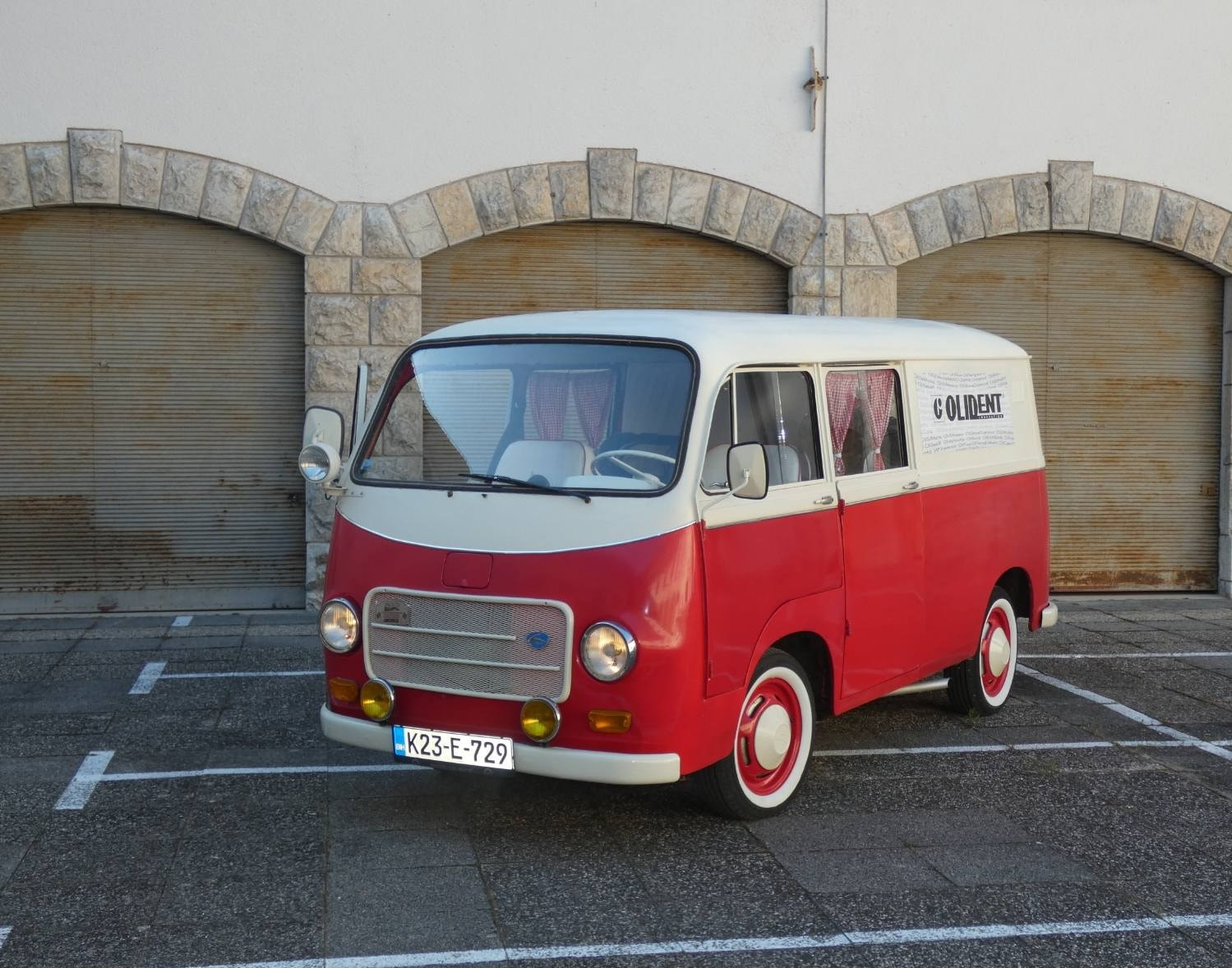
IMV 1600R

- IMV 1000 – motor DKW dvoudobý tříválec 981 cm³, 29 kW, hmotnost 1460 kg
- IMV 1600R  – motor Renault OHV 1647 cm³, 45 kW/4900 ot. min.
- IMV 2200D – motor Mercedes 2197 cm³, 44 kW/4200 ot. min. (vůz se vyráběl jako třínápravový)